# Sales (Francia)
Sales (pronuncia [sal]) è un comune francese di 1 586 abitanti situato nel dipartimento dell'Alta Savoia della regione dell'Alvernia-Rodano-Alpi.

## Società

### Evoluzione demografica
Abitanti censiti